# Saïd Bogota
Saïd Bogota est un acteur français connu pour avoir jouer dans la web-série les Segpa et joué dans le film « Pattaya ».
Le 21 septembre 2021, il est condamné à 16 ans de prison pour avoir enlevé, séquestré, et tenté d’assasiner un rival amoureux.

## Biographie

### Origines et famille
Saïd Bogota passe son enfance à Montreuil. Après une apparition dans La Grande Boucle de Laurent Tuel, il se tourne vers le Stand-up.

### Condamnation judiciaire

#### L'agression
L'agression d'un garçon de 17 ans a lieu le 14 décembre 2018 dans la commune de Saint-Chéron. Grièvement blessé, celui-ci est placé en coma artificiel. À son réveil, il explique avoir été enlevé à son travail, puis transporté dans une cave où ses agresseurs le frappent et lui font boire de l'acide chlorhydrique.
À la suite de l'arrivée d'un témoin, il est déplacé dans un champ à proximité, où il est battu à l'aide d'un crochet de remorque, reçoit deux tir de flash-ball puis est aspergé d'essence et brûlé vif. Il réussit à enlever ses vêtements pour limiter les brûlures, puis s'enfuit et trouve refuge auprès d'une habitante qui alerte les secours. À l'arrivée du SAMU, le médecin considère que le pronostic vital de la victime est engagé. Devant la gravité de ses blessures, il décide de le plonger dans un coma artificiel afin de limiter sa souffrance.
Saïd Bogota est rapidement arrêté. Le 19 décembre 2018, il est mis en examen pour tentative de meurtre, enlèvement et séquestration puis est placé en détention provisoire le lendemain.

#### Le procès en première instance
Le procès s'ouvre le 13 septembre 2021 devant la cour d'assises des mineurs de l'Essonne, à Évry.  Bogota est jugé au côté de trois complices présumés, dont un mineur au moment des faits, pour « enlèvement, séquestration et tentative d'assassinat ».
Les témoignages démontrent que l'agression a été motivée par la jalousie de Bogota, qui reprochait à la victime d'avoir une liaison avec son ancienne petite amie.
Au premier jour du procès, la victime a raconté son calvaire. Au delà des atrocités subies, le jeune homme raconte avoir entendu Saïd Bogota dire à ses complices « Je suis obligé de le tuer », ce qui démontrerait la volonté de tuer, ce que nient les accusés.
Au deuxième jour du procès, Bogota raconte sa jeunesse, en insistant sur les discriminations qu'il a subies du fait de son handicap physique. Pour l'expert psychiatre Vincent Mahé, le déchaînement de violence pourrait s'expliquer par « le sentiment de rejet en lien avec son handicap physique ».
Le quatrième jour, Bogota avoue être à l'origine de la plupart des violences. Il admet être celui qui a amené les produits (essence/acide/crochet) ayant servi à torturer la victime. Il admet aussi être à l'origine de la plupart des sévices, notamment d'avoir mis le feu à la victime une fois qu'elle fut aspergée d'essence. Enfin, il admet avoir proféré les menaces de mort.
L'avocat général a requis 15 à 17 ans de prison contre Saïd Bogota, soutenant que la préméditation de la tentative d'homicide ne faisait pas de doute. Concernant ses complices, il a demandé de 10 à 12 et de 12 à 15 ans de réclusion.
Le 21 septembre 2021, il est finalement condamné à 16 ans de prison, la cour ayant retenu contre l'accusé non seulement l’intention homicide mais aussi la préméditation. Deux des trois personnes jugées pour complicité sont elles aussi condamnées à 10 et 13 ans de prison ferme. Le mineur qui comparaissait pour complicité est acquitté.
Le 4 octobre, le parquet d'Evry annonce que Saïd Bogota avait décidé d’interjeter appel de sa condamnation. Le parquet lui-aussi interjette appel des trois condamnations, mais ne fait pas appel de l'acquittement.

## Filmographie
Sauf indication contraire, les informations mentionnées dans cette section peuvent être confirmées par les bases de données cinématographiques IMDb et Allociné,  présentes dans la section « Liens externes ».

### Acteur

#### Cinéma
- 2016 : Pattaya de Franck Gastambide : Tong Po

#### Court-métrage
- 2015 : Walking Dead in Paris d'Alex Woow : l'agent de sécurité[14]

#### Web séries
- 2015 : Les Déguns de Nordine Salhi et Karim Jebli : Le co-détenu de Karim et Nono (saison 3, épisode 1)
- 2016 - 2019 : Les SEGPA d'Ichem Boogy et Hakim Bougheraba : lui-même en personne

### Doublure
- 2018 : Taxi 5 de Franck Gastambide : doublure de Anouar Toubali, dans le rôle de Michel, un policier municipal.hugo potttier,leny bachy faisait de la bikelife